# Fluor-19
Fluor-19 of 19F is de enige stabiele isotoop van fluor, een halogeen. Vanwege het feit dat fluor maar één stabiele isotoop kent met een abundantie op Aarde van 100%, valt het element onder zowel de mononuclidische als de mono-isotopische elementen.
Fluor-19 ontstaat onder meer bij het radioactief verval van zuurstof-19 en neon-19. De kern is NMR-actief.
14F · 15F · 16F · 17F · 18F · 18mF · 19F · 20F · 21F · 22F · 23F · 24F · 25F · 26F · 27F · 28F · 29F · 30F · 31F